# Fredric March
Fredric March, eigenlijk Ernest Frederick McIntyre Bickel (Racine (Wisconsin), 31 augustus 1897 - Los Angeles (California), 14 april 1975) was een Amerikaans acteur.
March werd geboren in Racine (Wisconsin). Hij volgde school op de Winslow Elementary School en op de Racine High School. Hij begon zijn carrière als een bankbediende. Na een operatie was hij genoodzaakt te stoppen met die baan. In 1920 startte zijn filmcarrière. In New York speelde hij in diverse films. Hij besloot een andere naam aan te nemen, de achternaam van zijn moeder. In 1926 verscheen hij op Broadway. Voor de film The Royal Family of Broadway werd hij in 1930 genomineerd voor een Oscar. In 1932 won hij voor zijn rol in de film Dr. Jekyll and Mr. Hyde een Oscar. In 1946 won hij weer een Oscar, deze maal voor The Best Years of Our Lives. In 1954 mocht March de 26ste uitreiking van de Academy Awards presenteren.
In 1972 kreeg March prostaatkanker. Het leek erop dat zijn carrière was afgelopen, maar hij leverde toch nog een grote prestatie door te spelen in de film The Iceman Cometh. In april 1975 stierf March op 77-jarige leeftijd aan kanker.
March was van 1927 tot zijn dood getrouwd met actrice Florence Eldridge. Samen hadden ze twee geadopteerde kinderen.
March heeft een ster op de Hollywood Walk of Fame op Vine Street 1616.

## Filmografie (selectie)
- 1929 - The Wild Party (Dorothy Arzner)
- 1930 - Sarah and Son (Dorothy Arzner)
- 1930 - The Royal Family of Broadway (George Cukor)
- 1931 - Honor Among Lovers (Dorothy Arzner)
- 1931 - The Night Angel (Edmund Goulding)
- 1931 - My Sin (George Abbott)
- 1931 - Dr. Jekyll and Mr. Hyde (Rouben Mamoulian)
- 1932 - Merrily We Go to Hell (Dorothy Arzner)
- 1932 - Smilin' Through (Sidney Franklin)
- 1932 - The Sign of the Cross (Cecil B. DeMille)
- 1933 - Design for Living (Ernst Lubitsch)
- 1934 - The Affairs of Cellini (Gregory La Cava)
- 1934 - The Barretts of Wimpole Street (Sidney Franklin)
- 1934 - We Live Again (Rouben Mamoulian)
- 1935 - Les Misérables (Richard Boleslawski)
- 1935 - Anna Karenina (Clarence Brown)
- 1936 - The Road to Glory (Howard Hawks)
- 1936 - Mary of Scotland (John Ford)
- 1936 - Anthony Adverse (Mervyn LeRoy)
- 1937 - A Star Is Born (William A. Wellman)
- 1937 - Nothing Sacred (William A. Wellman)
- 1938 - The Buccaneer (Cecil B. DeMille)
- 1938 - There Goes My Heart (Norman Z. McLeod)
- 1938 - Trade Winds (Tay Garnett)
- 1940 - Susan and God (George Cukor)
- 1941 - So Ends Our Night (John Cromwell)
- 1941 - One Foot in Heaven (Irving Rapper)
- 1942 - I Married a Witch (René Clair)
- 1944 - The Adventures of Mark Twain (Irving Rapper)
- 1946 - The Best Years of Our Lives (William Wyler)
- 1951 - Death of a Salesman (László Benedek)
- 1953 - Man on a Tightrope (Elia Kazan)
- 1954 - The Bridges at Toko-Ri (Mark Robson)
- 1954 - Executive Suite (Robert Wise)
- 1955 - The Desperate Hours (William Wyler)
- 1956 - Alexander the Great (Robert Rossen)
- 1956 - The Man in the Gray Flannel Suit (Nunnally Johnson)
- 1959 - Middle of the Night (Delbert Mann)
- 1960 - Inherit the Wind (Stanley Kramer)
- 1961 - The Young Doctors (Phil Karlson)
- 1962 - I sequestrati di Altona (Vittorio De Sica)
- 1964 - Seven Days in May (John Frankenheimer)
- 1967 - Hombre (Martin Ritt)
- 1973 - The Iceman Cometh (John Frankenheimer)